# Mascalucia
Mascalucia est une ville de la province de Catane en Sicile (Italie).

## Administration
| Période                                  | Période  | Identité          | Étiquette                 | Qualité |
| ---------------------------------------- | -------- | ----------------- | ------------------------- | ------- |
| 20 mai 2005                              | En cours | Salvatore Maugeri | Movimento per l'Autonomia |         |
| Les données manquantes sont à compléter. |          |                   |                           |         |

### Hameaux
Massannunziata 

### Communes limitrophes
Belpasso, Catane, Gravina di Catania, Nicolosi, Pedara, San Pietro Clarenza, Tremestieri Etneo

### Évolution démographique
Habitants recensés